# Most Na Wilczym Kącie
Most Na Wilczym Kącie – przeprawa przez Oławę we Wrocławiu, część Alei Wielkiej Wyspy. Jego długość wynosi 350 m. Most otwarto 23 grudnia 2023. Łącznie ze znajdującym się w pobliżu na tej samej trasie Mostem Olimpijskim ich długość wynosi 1050 m'

## Nazwa
Nazwę mostowi przyznano na sesji Rady Miejskiej Wrocławia 22 czerwca 2023, a nazwę przyjął od znajdującego się w miejscu przeprawy osiedla Wilczy Kąt. 

## Historia
Most zaprojektowany został jako element Alei Wielkiej Wyspy, łączącej południowe dzielnice Wrocławia z północno-wschodnimi, elementem Obwodnicy śródmiejskiej Wrocławia. Budowa rozpoczęła się w roku 2020, a zakończyła w IV kwartale roku 2023. Koszt budowy wraz z sąsiednim mostem Olimpijskim i całą Aleją Wielkiej Wyspy wyniósł 234 milionów zł. Próby obciążeniowe wykonano w lipcu 2023, przepuszczając przez konstrukcję 12 ciężarówek, a nawierzchnię położono we wrześniu. Most otwarto 22 grudnia 2023.

## Konstrukcja
Przeprawa znajduje się na osiedlu Wilczy Kąt w dzielnicy Przedmieście Oławskie. Most oparty jest o konstrukcję łukową i swą formą przypomina pobliską Kładkę Siedlecką i Most Zwierzyniecki.